# يوم القديس باتريك
يوم القديس باتريك هو يوم تذكار القديس الراعي في أيرلندا. القديس باتريك هو مبشر وقديس مسيحي ولد في بريطانيا الرومانية وتم أسره واستعباده في جزيرة أيرلندا حيث بقي فيها ستة سنوات تقريبًا قبل أن يفر، ودخل إحدى الكنائس المسيحية وعاد لجزيرة أيرلندا مرة أخرى كمبشر للدين المسيحي في غرب وشمال أيرلندا بالخصوص وفي القرن الثامن الميلادي تم اعتباره القديس الراعي لإيرلندا.
يُنسب إليه الفضل في نشر المسيحية في أيرلندا وتاريخ ميلاده ووفاته غير معلوم على وجه التحديد إلا أن بعض المصادر تشير أنه عاش بين سنتي 385–461 بعد ميلاد يسوع. تقول الأساطير أن الفضل يرجع لباتريك في إخراج الأفاعي من أيرلندا، كما ينسب إليه تدريس مفهوم الثالوث المسيحي للإيرلنديين باستخدام نبتة النفل الخضراء (بالإنجليزيّة :shamrock) ذات الوريقات الثلاثة والتي لا تزال الشعار القومي للشعب الإيرلندي.
يُعرف اليوم السابع عشر من شهر مارس بيوم القديس باتريك حيث يعتقد طبقًا لموسوعة بريتانيكا يوم وفاة سانت باتريك. وإضافة إلى الكنيسة الكاثوليكية والكنيسة الأنجليكانية (كنيسة أيرلندا) فإن الكنيسة الأثوذكسية تبجل القديس باتريك خاصًة بين الأرثوذكس الناطقين باللغة الإنجليزية. يُحتفل بيوم القديس باتريك كذكرى وصول المسيحية في أيرلندا، ويحتفل فيه بتراث وثقافة الأيرلنديين عمومًا. ويحضر المسيحيون الذين ينتمون إلى الطقوس الليتورجية أيضًا الخدمات الكنسية. وتاريخيًا تم رفع القيود المفروضة على الصوم عن المشروبات الكحولية وشربها في هذا اليوم، مما شجع ونشر تقليد العطلة الخاص باستهلاك الكحول.
يعتبر يوم القديس باتريك عطلة رسمية في جمهورية أيرلندا، وأيرلندا الشمالية، ومقاطعة نيوفندلاند ولابرادور الكندية، وإقليم مونتسرات البريطاني فيما وراء البحار. كما يتم الاحتفال به على نطاق واسع في المملكة المتحدة و كندا والولايات المتحدة والبرازيل والأرجنتين وأستراليا ونيوزيلندا، وخاصةً بين الشتات الأيرلندي. يتم الاحتفال بعيد القديس باتريك في عدد من البلدان أكثر من أي مهرجان وطني آخر. وتأثرت الاحتفالات الحديثة إلى حد كبير باحتفالات الشتات الإيرلندي، وخاصةً تلك التي تطورت في أمريكا الشمالية. ومع ذلك، كان هناك انتقادات لاحتفالات عيد القديس باتريك لأنه أصبح تجاريًا للغاية ولتعزيزه القوالب النمطية السلبية للشعب الأيرلندي.
ويرافق الاحتفال بالإستعراضات والمسيرات المختلفة في أكثر من دولة ويُقام في العديد من المدن أكبرها في دبلن والتي حضر الإستعراض بها عام 2006 حوالي نصف مليون شخص. وتقام أيضًا الإستعراضات في كل المدن الأيرلندية ولكن المفارقة أن أول استعراض لم يقم في أيرلندا وإنما أقيم في مدينة بوسطن الأمريكية سنة 1737 بواسطة الجالية الأيرلندية المقيمة هناك. وتقيم الجاليات الأيرلنديّة الكبيرة في المهجر في الولايات المتحدة وكندا وأستراليا العديد من المسيرات. في جمهورية أيرلندا كان هناك قانون يقضي بأن تغلق الحانات والبارات في ذلك اليوم ولم يتم إلغاء هذا القانون الاّ في السبعينيات من القرن العشرين. في سنة 1996 بدأ اهتمام حكومة أيرلندا بفعاليات يوم السابع عشر من مارس عبر مهرجان سانت باتريك وفي سنة 2006 أصبحت الأنشطة والفعاليات تقام على مدى خمسة أيام ولكن يبقى استعراض يوم 17 مارس هو الحدث الأبرز.

## القديس باتريك

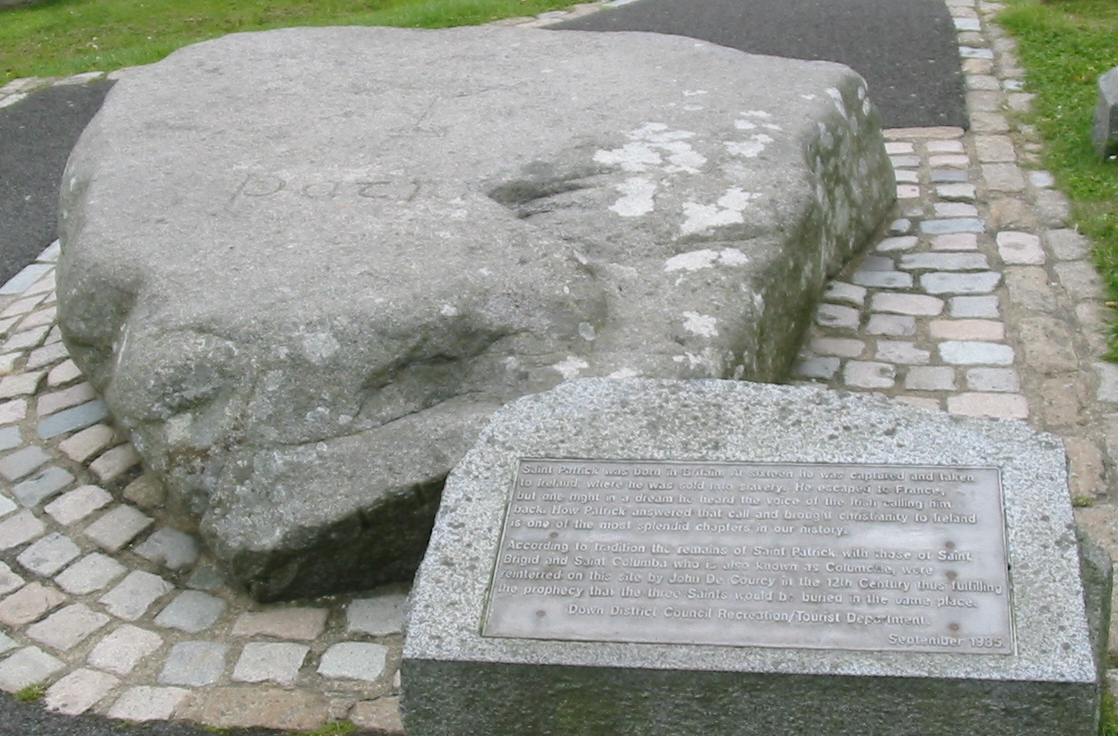
موقع قبر القديس باتريك في دونباتريك.

لم تصل حدود توسع الإمبراطورية الرومانية إلى جزيرة أيرلندا. لذلك لم تتأثر الجزيرة عندما أعلن عن مرسوم ميلانو في عام 313 للميلاد والذي أعلن فيه حياد الإمبراطورية الرومانية بشؤون العبادة مما أزال العقبات أمام الممارسات الدينية للمسيحية والديانات الأخرى. المراحل الأولى لدخول المسيحية إلى أيرلندا قبل القرن الخامس هي غامضة إلى حد ما، ومع ذلك ظهرت بعض الشخصيات المسيحية الغالية بما في ذلك إيلب، وأبان، وسياران وديكلان؛ وتعود أصولهم تحديدًا إلى مونستر ولينستر. تذكر القصص المبكرة لهؤلاء الشخصيات المسيحيَّة رحلاتهم إلى بريطانيا الرومانية، وبلاد الغال الرومانية وحتى روما نفسها. وتشير التقاليد إلى وصول بلاديوس الأسقف الأول إلى الجزيرة والذي أرسله البابا سلستين الأول في عام 431.
وعلى الرغم من وجود بعض الآثارات المسيحية في أيرلندا قبل القرن الخامس، الأ أن تنصير الجزيرة يرتبط مع القديس باتريك؛ والذي كان نبيل روماني بريطاني. ولد باتريك في بريطانيا الرومانية وتم أسره واستعباده في جزيرة أيرلندا حيث بقي فيها ستة سنوات تقريبًا قبل أن يفر، ودخل إحدى الكنائس المسيحية وعاد لجزيرة أيرلندا مرة أخرى كمبشر للدين المسيحي في غرب وشمال أيرلندا بالخصوص وفي القرن الثامن الميلادي تم اعتباره القديس الراعي لإيرلندا. يُنسب إليه الفضل في نشر المسيحية في أيرلندا وتشير بعض المصادر انه عاش بين سنتي 385–461 بعد ميلاد المسيح. تقول التقاليد أن الفضل يرجع لباتريك في إخراج الأفاعي من أيرلندا، كما ينسب إليه تدريس مفهوم الثالوث المسيحي للإيرلنديين باستخدام نبتة النفل الخضراء (بالإنجليزيّة :shamrock) ذات الوريقات الثلاثة والتي لا تزال الشعار القومي للشعب الإيرلندي.

## الاحتفال حسب المناطق

### أوروبا

#### أيرلندا
كان عيد القديس باتريك بمثابة يوم وطني، وكان يحتفل به الأيرلنديين في أوروبا في القرنين التاسع والعاشر. في أوقات لاحقة، أصبح ينظر إلى القديس باتريك على نطاق واسع باعتباره راعي أيرلندا. وتم وضع يوم تذكار القديس باتريك أخيرًا على التقويم الليتورجي العالمي في الكنيسة الكاثوليكية بسبب تأثير الباحث الفرنسيسكاني لوك وادينع المولود في وترفورد في أوائل القرن السابع عشر. وأصبح يوم القديس باتريك لاحقاً يومًا مقدسًا إلزامياً للرومان الكاثوليك في أيرلندا. كما أنّّ يوم هو يوم عيد في كنيسة أيرلندا، والتي تعد جزءًا من الكنيسة الأنجليكانية في جميع أنحاء العالم. في عام 1903 أصبح يوم القديس باتريك عطلة رسمية في أيرلندا. كان ذلك بفضل قانون صدر عام 1903، وهو قانون صادر عن البرلمان البريطاني قدمه عضو البرلمان الأيرلندي جيمس أومارا.

#### إنجلترا

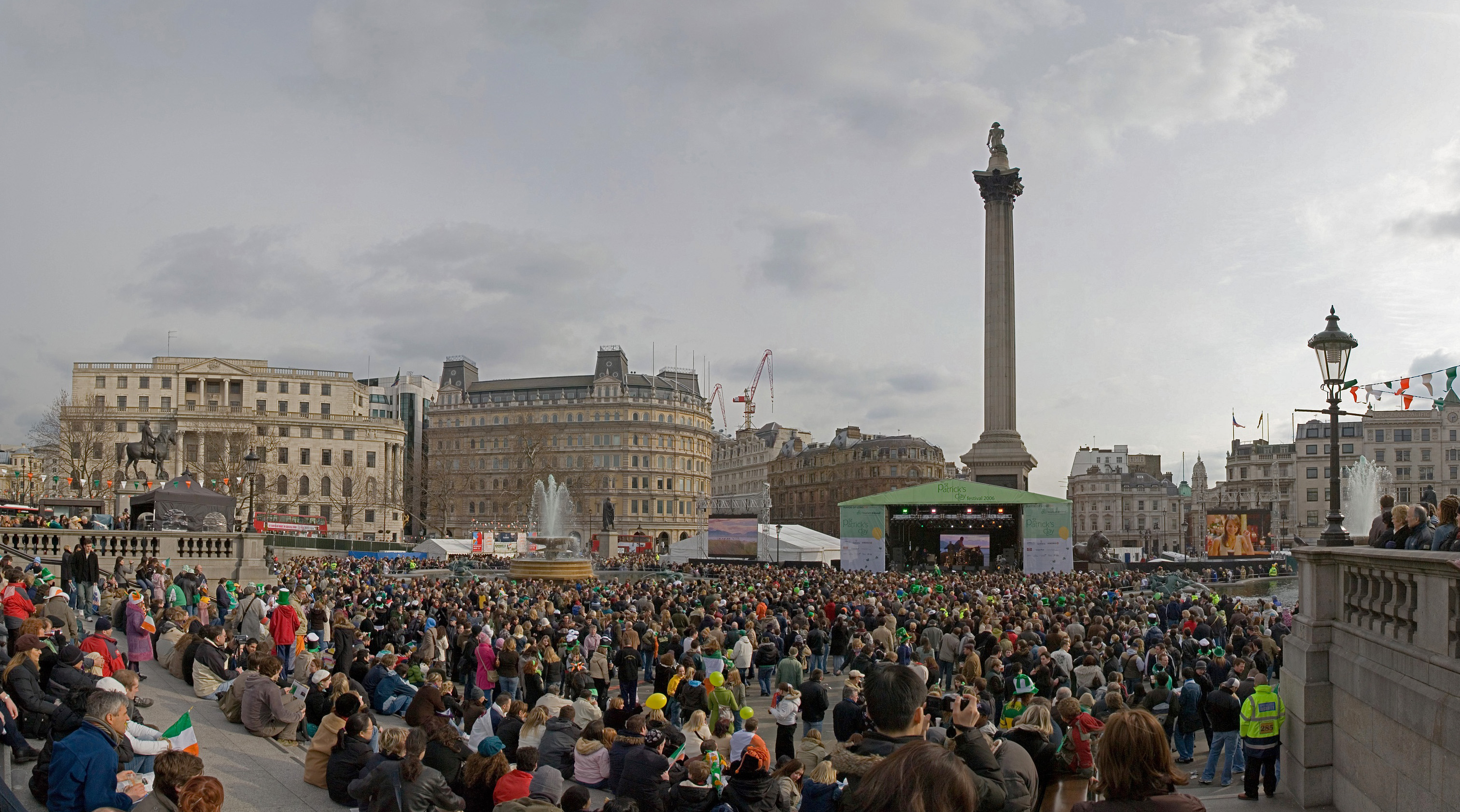
احتفالات يوم القديس باتريك في ميدان ترفلغار، لندن.

يقدم أفراد العائلة البريطانية المالكة تقليديًا أواني النبتة الخضراء لأعضاء الحرس الأيرلندي، وهو فوج في الجيش البريطاني، وهو تقليد بدأ مع الملكة ألكساندرا في عام 1901. منذ عام 2012 تُقدم كاثرين دوقة كامبريدج أطباق شامروك إلى الحرس الأيرلندي. في حين يتم غالباً تكليف أفراد العائلة المالكة من النساء بتقديم أواني شامروك، فإن أفراد العائلة المالكة من الذكور يتولون أيضًا الدور، مثل جورج السادس ملك المملكة المتحدة في عام 1950 خلال الاحتفال بالذكرى الخمسين لتكوين الحرس الأيرلندي، وفي عام 2016 من خلال ويليام دوق كامبريدج من زوجته.
بينما كان يُمكن إجراء بعض الاحتفالات بيوم القديس باتريك علانية في المملكة المتحدة قبل الستينيات من القرن العشرين، إلا أن هذا قد تغير بعد بدء حملة القصف التي شنها الجيش الجمهوري الأيرلندي على البر الرئيسي لبريطانيا، ونتيجةً لذلك، نتج عن ذلك شكوك في كل المواضيع الأيرلندية وأولئك الذين ساندوها. اليوم بعد عدة سنوات من اتفاق الجمعة العظيمة، يرتدي المنحدرون من أصل أيرلندي علنا غصنًا من صبر النبة الخضراء للاحتفال بأيرلنديتهم. الطوائف المسيحية في بريطانيا العظمى التي تحتفل بيوم القديس باتريك تشمل كنيسة إنجلترا والكنيسة الرومانية الكاثوليكية.

### أمريكا الشمالية

#### المكسيك
يتم تكريم كتيبة القديس باتريك في المكسيك في يوم القديس باتريك.

#### الولايات المتحدة

نهر شيكاجو يكتسي باللون الأخضر بمناسبة يوم القديس بارتريك.

إن يوم القديس باتريك، على الرغم أنه ليس عطلة رسميّة في الولايات المتحدة، إلا أنه يحتفل به على نطاق واسع في جميع أنحاء البلاد كاحتفال بالثقافة الإيرلندية والأيرلندية الأمريكية. تشمل الاحتفالات عروضاً بارزة من اللون الأخضر، والاحتفالات الدينية، واستعراضات عديدة، واستهلاك غزير للكحول. تم الاحتفال بالمناسبة في أمريكا الشمالية منذ أواخر القرن الثامن عشر.

### أمريكا الجنوبية

#### الأرجنتين
يُقام احتفالات مختلفة بمناسبة يوم القديس باتريك بوسط مدينة بوينس آيرس، حيث توجد العديد من الحانات الأيرلندية؛ في عام 2006، كان هناك 50,000 شخص في هذا الشارع والحانات القريبة. لا تشارك الكنيسة الكاثوليكية ولا الجالية الأيرلندية، وهي خامس أكبر جالية في العالم خارج أيرلندا، في تنظيم الحفلات.

## قضايا جدلية

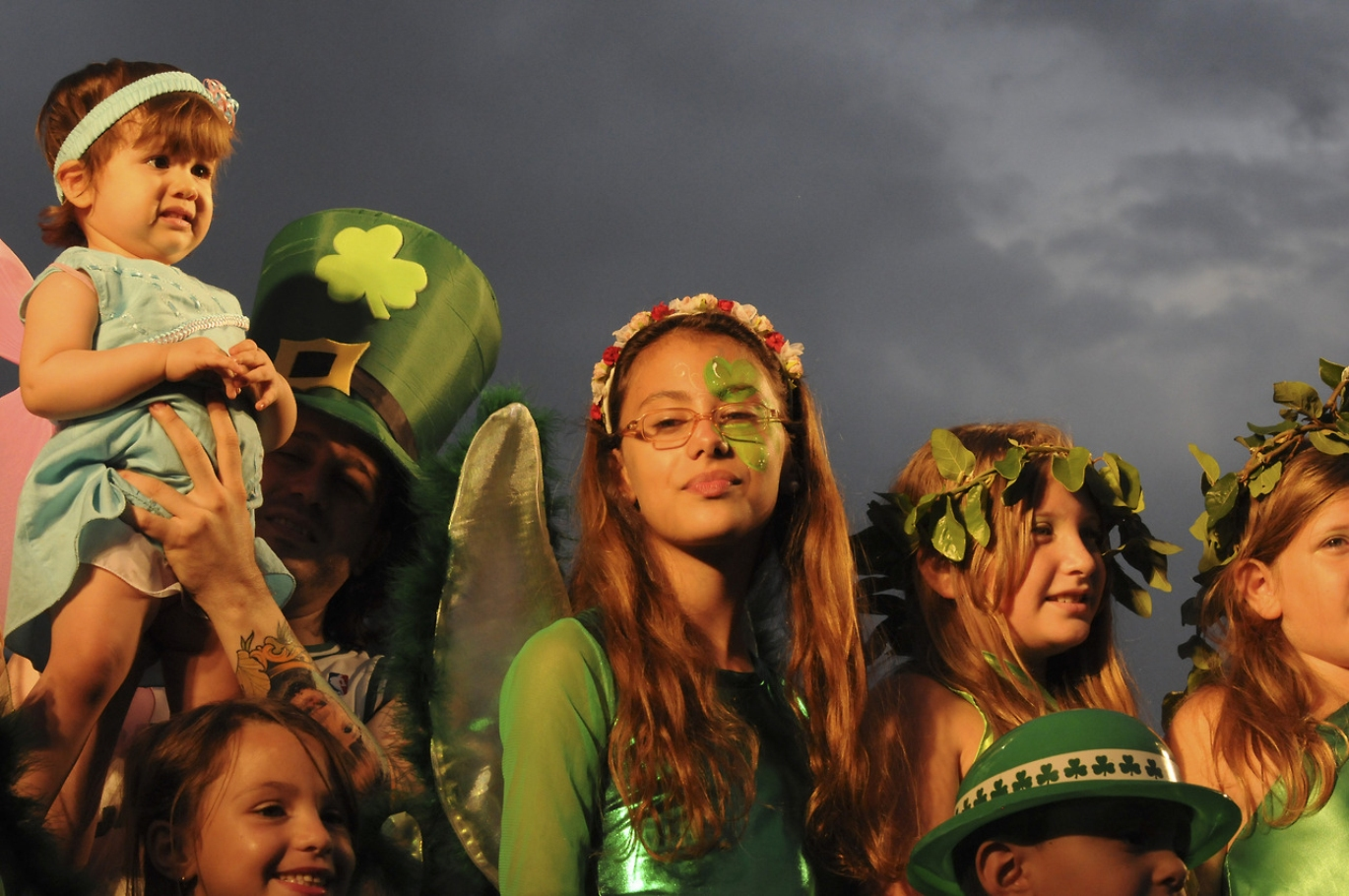
يوم القديس باتريك في بوينس آيرس.

تعرضت احتفالات عيد القديس باتريك لانتقادات، وخاصة لارتباطها بالسُكْر في الأماكن العامة والسلوك غير المنضبط. يجادل البعض بأن الاحتفالات أصبحت تجارية للغاية ومبتذلة، وانحرفت عن غرضها الأصلي المتمثل في تكريم القديس باتريك والتراث الأيرلندي. انتقد الصحفي نيال أودود محاولات إعادة صياغة يوم القديس باتريك كاحتفال بتعددية الثقافات بدلاً من الاحتفال بأيرلندا.
كما تعرضت احتفالات عيد القديس باتريك لانتقادات لتشجيعها الصور النمطية المهينة لأيرلندا والشعب الأيرلندي. من الأمثلة على ذلك ارتداء "ملابس الليبريكان"، والتي تستند إلى رسوم كاريكاتورية مهينة للأيرلنديين في القرن التاسع عشر. في الفترة التي سبقت يوم القديس باتريك عام 2014، نجحت منظمة النظام القديم للهيبرنيانز (بالإنجليزيَّة :The Ancient Order of Hibernians) في حملة لمنع تجار التجزئة الأميركيين الرئيسيين من بيع السلع التي تعزز من الصور النمطية الأيرلندية السلبية.
وصف البعض[وفقًا لِمَن؟] الاحتفالات بيوم القديس باتريك خارج أيرلندا بأنها عروض "بلاستيك بادي"؛ حيث يلائم الأجانب الثقافة الإيرلندية ويشوهونها، ويُطالبون بالهوية الأيرلندية، ويعززون الصور النمطية الأيرلندية.
مُنعت مجموعات المثليين في الولايات المتحدة من السير في مسيرات يوم القديس باتريك في مدينة نيويورك وبوسطن، مما أدى إلى قرار المحكمة العليا التاريخي لهورلي ضد إيرل مثليي الجنس ومزدوجي التوجه الجنسي وللمتحولين جنسيًا الأمريكيين في بوسطن. في مدينة نيويورك، تم رفع الحظر في عام 2014، لكن مجموعات المثليين لا تزال تجد أن هناك عوائق أمام المشاركة. في بوسطن، تم رفع الحظر على مشاركة مجموعة مجتمع الميم في عام 2015.

## الاحتفال بعيد القديس باتريك في أيرلندا

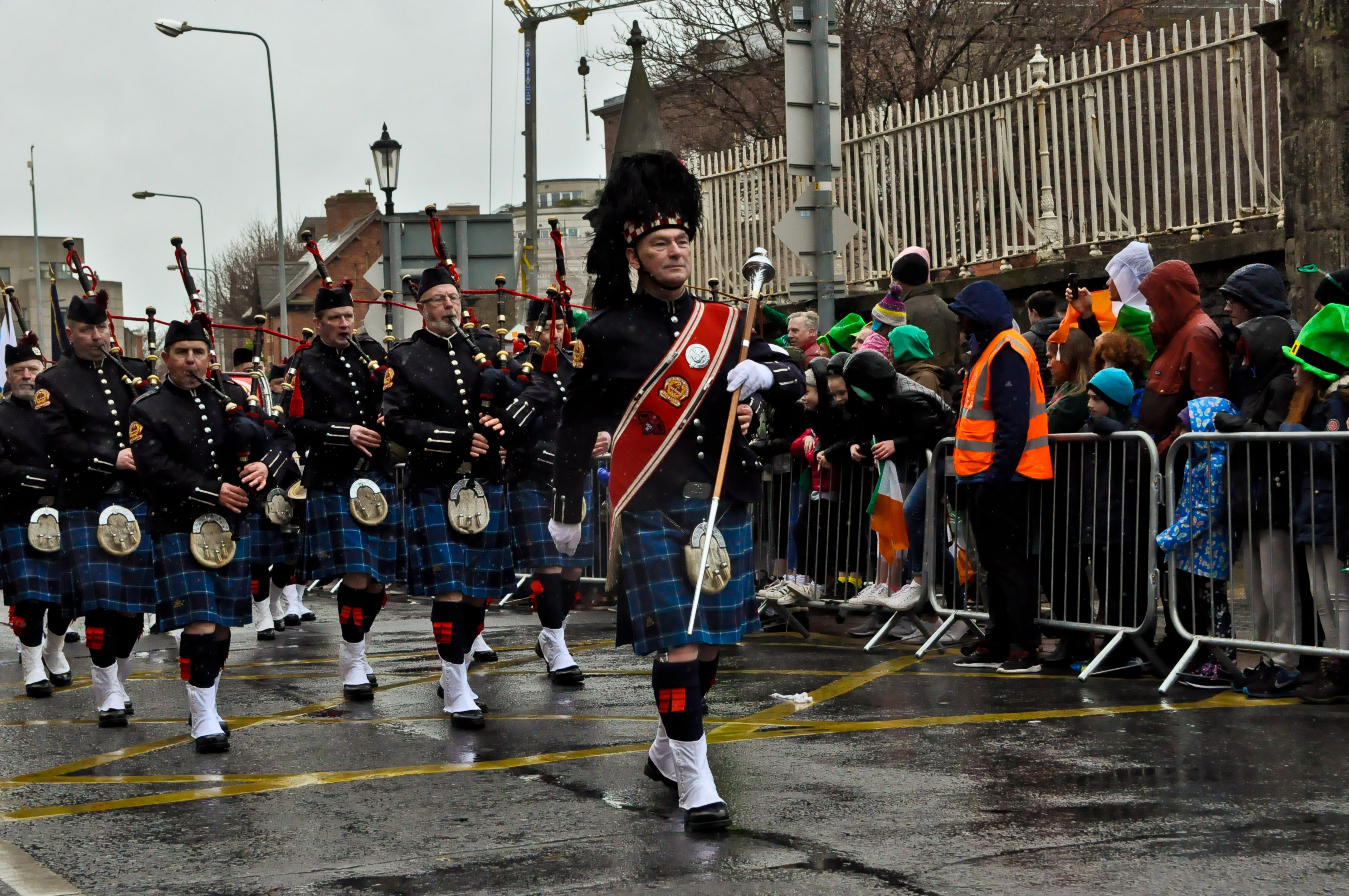
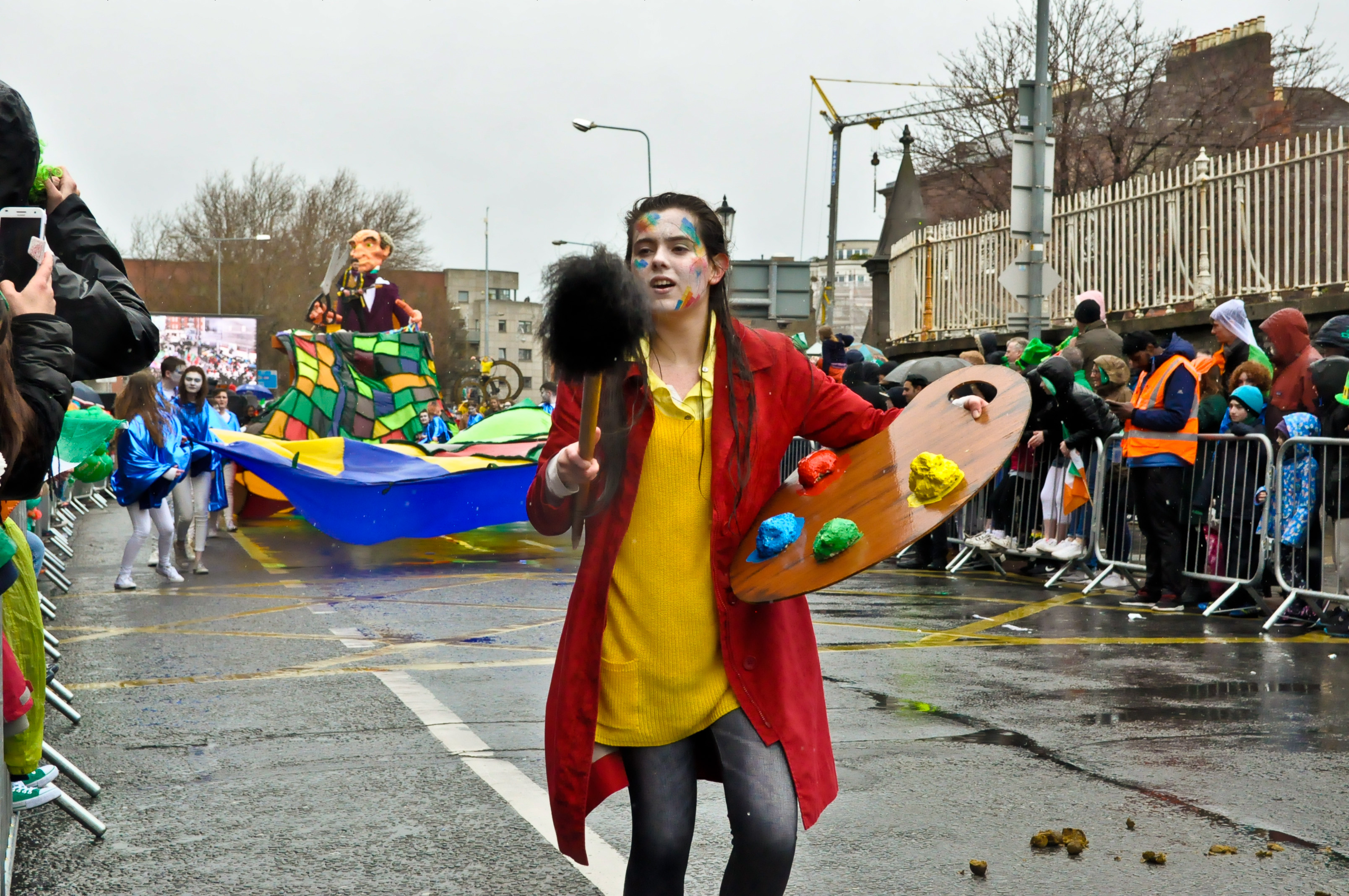
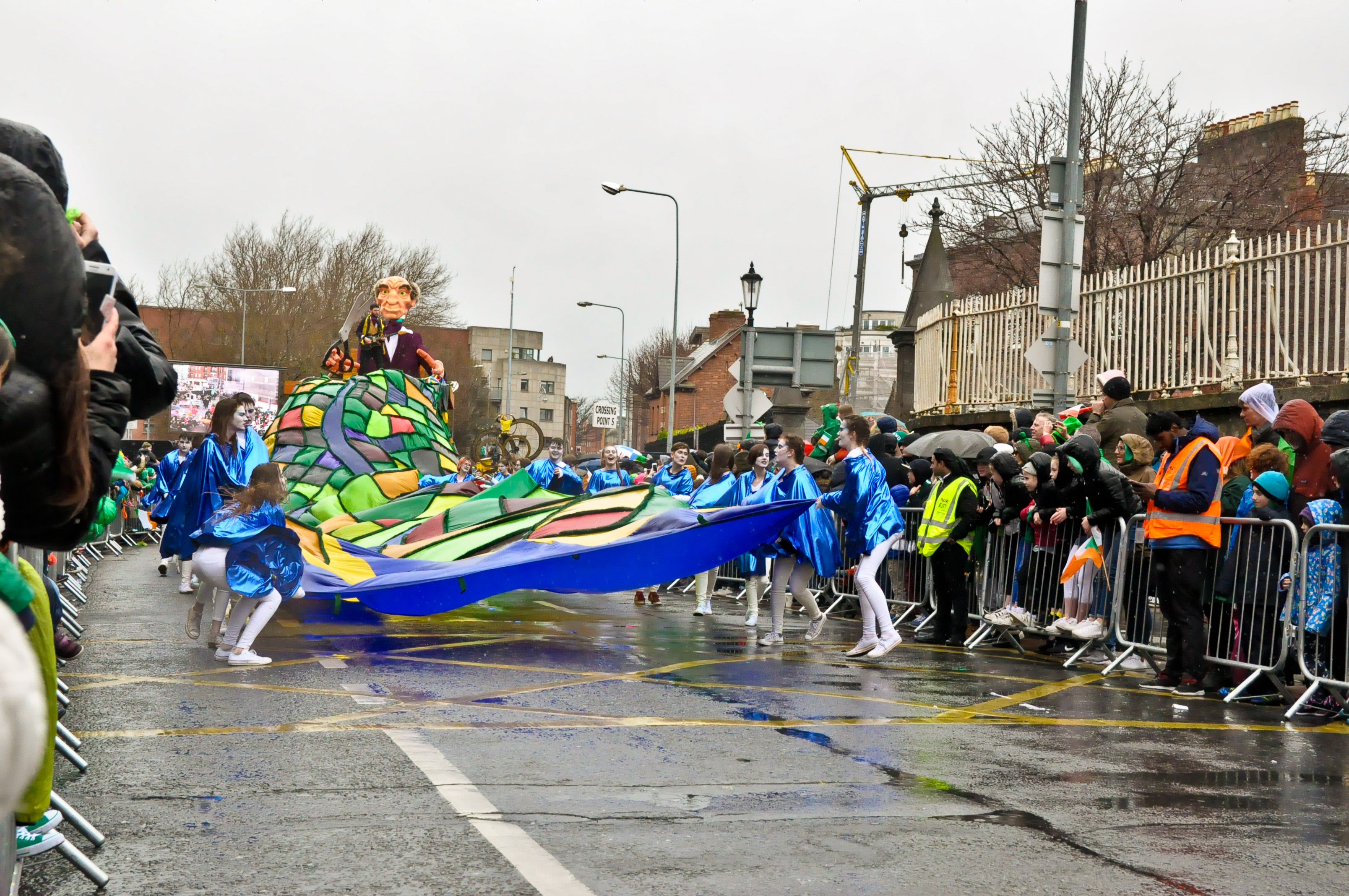